# Rudolf Flesch
Rudolf Flesch (* 8. Mai 1911 in Wien; † 1986 in Dobbs Ferry) war ein in Österreich aufgewachsener, US-amerikanischer Autor und Experte für Lesbarkeit von Texten. Er entwickelte einen bekannten, auf Statistik basierenden Lesbarkeitsindex (Flesch-Formel).

## Leben
Rudolf Flesch wurde 1911 in Wien als Sohn von Hugo Flesch und Helene Basch geboren. Nach dem Studium der Rechtswissenschaften emigrierte er 1938 in die USA. 1943 erhielt er den Doktorgrad an der Columbia-Universität, ein Jahr später wurde er US-amerikanischer Staatsbürger. Seit 1946 veröffentlichte er, neben wissenschaftlichen Arbeiten, etwa 20 populäre Bücher; das bekannteste war Why Johnny Can't Read (1955). Fleschs Hauptthematik war der verständliche Gebrauch der Englischen Sprache. 1986 starb er an Herzversagen.

## Schriften
- Marks of readable style (1943, Dissertation)
- The Art of Plain Talk (1946)
- A New Readability Yardstick (1948)
- The Art of Readable Writing (1949)
- How to Write Better (1951)
- The Art of Clear Thinking (1951)
- How to Test Readability (1951)
- Why Johnny Can’t Read – And What You Can Do About It (1955)
- The ABC of Style: A guide to Plain English (1964)
- Rudolf Flesch on Business Communications: How to Say What You Mean in Plain English (1972)
- How to Write Plain English: A Book for Lawyers and Consumers (1979)
- Lite English: Popular Words That Are OK to Use No Matter What William Safire, John Simon, Edwin Newman, and the Other Purists Say! (1983)
- Why Johnny Still Can’t Read – A New Look at the Scandal of our Schools (1981)